# Justin Cale Johnson
Justin Cale Johnson (* 13. Juli 1971 in Chico) ist ein US-amerikanischer Altorientalist.

## Leben
Johnson erwarb den B.A. (1989–1993) in Religionswissenschaft, University of California, Davis, den M.A. (1994–1995) in Religionswissenschaft, University of Chicago (Divinity School), den M.A. (1996–2000) in Near Eastern Studies, University of California, Los Angeles (Department of Near Eastern Language and Cultures) und den Ph.D. (2000–2004) in Assyriologie, University of California, Los Angeles (Department of Near Eastern Language and Cultures). Seit 2020 ist er W3-Professor für Wissensgeschichte des Altertums an der FU Berlin.
Johnsons Forschungsschwerpunkte sind babylonische Medizin, Proto-Keilschrift und der Ursprung der Schrift, sumerische Literatur und Grammatik, diakritische Feste und Wirtschaftsgeschichte und vorderasiatische Rechtsgeschichte.

## Schriften (Auswahl)
- Unaccusativity and the double object construction in Sumerian. Wien 2010, ISBN 3-643-50179-X.
- mit Markham J. Geller: The class reunion. An annotated translation and commentary on the Sumerian dialogue Two Scribes. Leiden 2015, ISBN 978-90-04-30209-9.